# Hendrik Vangassen
Hendrik Vangassen (Mariakerke, 19 december 1896 - Geraardsbergen, 20 maart 1968) was een Vlaams taalkundige en auteur.
Hendrik Vangassen werd geboren in Oostende, maar leidde als kind een zwervend bestaan: de familie Vangassen woonde in Adinkerke, Komen en Wervik. Vangassen behaalde in 1918 het (Franse) diploma van onderwijzer voor de Centrale Examencommissie van Seraing. Dat diploma baande de weg naar Ninove: hij begon in 1919 les te geven aan de Stadslagere School van Ninove. Meester Vangassen wilde hogerop. Hij combineerde het lesgeven met universitaire studies in taalkunde en promoveerde op 23 juli 1927 aan de Vrije Universiteit van Brussel tot doctor in de Letteren en Wijsbegeerte. Van 1929 tot zijn pensioen in 1957 was Hendrik Vangassen leraar aan het Koninlijk Atheneum van Vorst.
Naast zijn taak als leraar wijdde Hendrik Vangassen zich zonder verpozen aan taalkundig onderzoek. Voortbouwend op zijn doctoraal proefschrift over de dialecten van Ninove en omstreken, werkte hij mee aan een wetenschappelijke reeks ‘Nederlandse Dialektatlassen’. In 1949 verscheen het eerste nummer van het nog altijd bestaande tijdschrift ‘Land van Aalst’. Vangassen behoorde tot de stichtende leden en was van 1954 tot 1963 voorzitter van de vereniging Land van Aalst. Hij schreef voor het tijdschrift een twintigtal historische artikelen, naast bijdragen over de Ninoofse persoonsnamen en toponymie. Tussendoor werkte hij aan zijn levenswerk, de ‘Geschiedenis van Ninove’. Het eerste deel (112 blz) verscheen in 1948, het tweede (640 blz) in 1960. Het is een halve eeuw later nog altijd het standaardwerk over de geschiedenis van Ninove. Vangassen kreeg in 1960 de titel van ‘ereburger van Ninove’.